# Amherstview
Amherstview ist ein Ort im Loyalist Township in der Provinz Ontario und liegt westlich von Collins Bay. Es leben etwa 6.000 Menschen dort und Amherstview ist ein Vorort von Kingston. Amherstview bekam seinen Namen durch die direkt südlich im Ontariosee gelegenen Insel Amherst Island.
Der Ort liegt nahe dem östlichen Ende des Loyalist Parkway, einer Strecke des Highway 33, welche am Ontariosee entlangführt. Der Ort befindet sich in einem Gebiet, wo viele Untertanen des Vereinigten Königreiches siedelten.
Amherstview wird durch den Coronation Boulevard von Collins Bay getrennt, eine kleine Anliegerstraße, an seiner östlichsten Grenze. An der westlichen Seite ist es lediglich durch die Lennox & Addington County Road begrenzt. Außerdem besteht eine beachtliche Distanz zwischen Bath, der nächsten Ortschaft, die diese Straße berührt. Im Norden ist der Taylor-Kidd Boulevard die Grenze.